# Catalina de Bohemia
Catalina de Bohemia (Praga, 1342 - Viena, 26 de abril de 1395) fue la segunda hija nacida del matrimonio de Carlos IV de Luxemburgo y de su primera esposa Blanca Margarita de Valois.
De 1357 a 1365 fue la esposa de Rodolfo IV, duque de Austria desde 1358 y, como resultado, desde ese año y hasta 1365 fue duquesa de Austria. De 1366 a 1379 fue la esposa de Otón V de Baviera, duque de Baviera y margrave y Elector de Brandeburgo. Catalina no tuvo hijos de ninguno de sus esposos.

## Infancia y juventud
Nació en Praga en la segunda mitad de 1342, probablemente el 19 de agosto. Fue la segunda hija del Margrave de Moravia, Carlos IV de Luxemburgo, y su primera esposa Blanca Margarita de Valois, la hija de Carlos de Valois, después de su hermana Margarita de Luxemburgo (1335-1349). A los pocos meses de nacer, el entonces emperador Luis IV de Baviera, Margrave de Meissen, y el duque austriaco Alberto II entraron en negociaciones para un compromiso de sus hijos.
El 26 de mayo de 1348, el duque Alberto II de Austria prestó su apoyo a Carlos en Brünn, que fue elegido emperador del Sacro Imperio Romano Germánico, y las negociaciones se reanudaron con el matrimonio de Catalina con el hijo de Alberto, Rodolfo. Alberto II de Austria obligó a concluir una alianza con el rey Luis I de Hungría y el 5 de junio de 1348 Carlos IV concedió al duque y sus hijos investidura en las tierras austriacas. El mismo día se hizo oficial el compromiso entre Catalina y Rodolfo. La primera de seis años, el segundo de ocho.
En marzo de 1353 Carlos IV celebró una reunión en Viena con los príncipes del imperio, para tener una póliza de seguro con respecto al viaje a Roma, que estaba previsto para 1355, y en esa ocasión estuvo acompañado por su hija Catalina, de once años. A pesar de su edad, Carlos, que había enviudado por segunda vez, tenía una relación cordial con la que entonces seguía siendo su única hija, y Catalina permaneció unida a su padre durante el tiempo que le tocó vivir con él, con relaciones de afecto y estima. En esa ocasión, se renovó la alianza entre las casas de los Habsburgo y los Luxemburgo, y la boda simbólica se celebró el 13 de julio del mismo año, conviniéndose los derechos de herencia y sucesión en ambas dinastías.
El 3 de julio de 1357, Catalina y Rodolfo se casaron en Praga. Después de unas semanas Catalina tuvo que mediar por primera vez entre su esposo y su padre, porque Rodolfo estaba luchando contra el emperador, que retrasaba el pago de la dote de su hija.

## Duquesa de Austria 1358-1365
Rodolfo IV, llamado el Magnánimo, se convirtió en duque de Austria en 1358 y de inmediato trató de reforzar el rango y la autoridad de su familia con la adquisición del título hereditario de archiduque. Según el Privilegium Maius, y con él trataba de adquirir para su dinastía un estatuto equivalente al de Elector. Envió una copia del documento a su padre, quien, sin embargo, negó su reconocimiento. Más tarde, gracias a la mediación de Catalina, pidió la opinión del humanista italiano Francesco Petrarca, después de lo cual la negativa fue, sin embargo, confirmada. En 1361 Rodolfo tuvo que renunciar al título de archiduque, que había comenzado a utilizar oficialmente.
En enero de 1363 Rodolfo tomó posesión del Tirol a la muerte de Meinhard III del Tirol-Gorizia de la Casa de Wittelsbach, provocando nuevos conflictos con su suegro: el emperador temía que sus acuerdos políticos con Wittelsbach estuvieran en peligro. También de conformidad con la mediación de Catalina, el 18 de marzo del mismo año Carlos firmó un tratado con los Wittelsbach y el 10 de febrero de 1364, Rodolfo obtuvo en Brünn el Tirol. En esta ocasión se pactó asimismo un tratado entre las dinastías de Luxemburgo, los Habsburgo y los Anjou de Hungría, que sentó las bases para la formación de la futura monarquía del Danubio.
El 27 de julio de 1365, murió Rodolfo IV y poco después Catalina volvió con su padre a Praga.

## Margravina de Brandeburgo 1366-1373
El margrave de Brandeburgo Otón V de la Casa de Wittelsbach, a raíz de una disputa surgida en su linaje hereditario, se alió con Carlos IV contra su medio hermano, el duque Esteban II de Baviera. El emperador decidió aprovechar esta oportunidad para apoderarse de Brandeburgo. Para consolidar la alianza con el Margrave había prometido inicialmente la mano de Isabel, una de las hermanas de Catalina, pero más tarde el emperador se decidió por la hija mayor, que era viuda. Catalina, en un principio dudosa, terminó por aceptar y el 19 de marzo de 1366 se celebró el matrimonio con Otón en Praga. El mismo día se casó Isabel con el hermano de Rodolfo IV, el duque Alberto III de Austria, lo que confirma el acuerdo dinástico entre Luxemburgo y los Habsburgo. Después de esta doble boda, Carlos pudo fortalecer considerablemente su posición en el imperio.
Después de la boda, Otón V cedió a su suegro, durante los últimos seis años, la administración de Brandeburgo, que fue azotada por el hambre y las guerras. Carlos pudo fortalecer su posición en la Alta Silesia y Lusacia e iniciar su expansión en el norte. Otón V, conocido como el Perezoso, debido a su inercia, vivía con su esposa en Praga, en la corte de su suegro, y en 1368 vendió a Carlos la Baja Lusacia.
En 1369, Catalina acompañó a su padre a Roma. Sin embargo, dado que en Siena el emperador y su séquito tuvieron conflictos con la aristocracia y el pueblo, Carlos ordenó el regreso de su hija y su esposa Isabel de Pomerania.
El 15 de agosto de 1373, Carlos compró a Otón Brandeburgo por la suma de 500.000 florines, aunque su yerno siguió conservando el título de Margrave de Brandeburgo y Catalina continuó siendo Margravina hasta la muerte de su esposo.

## Últimos años, muerte y entierro 1373-1395
Después de la venta de Brandeburgo, Catalina vivió de vez en cuando con su marido en Múnich, terminando por residir con su padre en la corte de Praga. Su matrimonio con Otón resultó infeliz, especialmente por la falta de hijos.
A la muerte de Otón en 1379, Catalina decidió establecerse en Viena, lo que muestra el afecto que le tenía a su primer marido. También renunció al título de margravina de Brandeburgo, para promover los intereses políticos de sus medio hermanos Wenceslao y Segismundo.
Catalina murió el 26 de abril de 1395 en Viena, después de haber llevado una vida solitaria, y fue enterrada al lado de su primer marido en la cripta ducal de la Catedral de San Esteban de Viena. Se muestra junto a Rodolfo en el cenotafio dedicado a él en la misma iglesia y sus estatuas están dispuestas una frente a otra a la entrada de la iglesia. Rodolfo con un modelo de San Esteban en la mano derecha y Catalina con un cetro.